# Notre musique
Notre musique is een Franse dramafilm uit 2004 onder regie van Jean-Luc Godard.

## Verhaal
In de driedelige film maken fictieve personages kennis met bestaande figuren, zoals dichter Mahmoud Darwish, auteur Pierre Bergounioux en regisseur Jean-Luc Godard zelf.

## Rolverdeling
- Sarah Adler: Judith Lerner
- Nade Dieu: Olga Brodsky
- Rony Kramer: Ramos Garcia
- Simone Eine: Ambassadeur
- Jean-Christophe Bouvet: C. Maillard
- George Aguilar: Indiaan
- Ferlyn Brass: Zichzelf
- Leticia Gutiérrez: Indiaan
- Aline Schulmann: Spaanse vertaler
- Jean-Luc Godard: Zichzelf
- Juan Goytisolo: Zichzelf
- Mahmoud Darwish: Zichzelf
- Jean-Paul Curnier: Zichzelf
- Pierre Bergounioux: Zichzelf
- Gilles Pecqueux: Zichzelf